# Роверето
Ровере́то (итал. Rovereto) — коммуна в Италии, располагается в провинции Тренто области Трентино-Альто-Адидже, центр сообщества Валлагарина.
Население составляет 37 549 человек (2008), плотность населения составляет 737.70 чел./км². Занимает площадь 50.9 км². Почтовый индекс — 38068. Телефонный код — 0464.
Покровителями коммуны почитаются Пресвятая Богородица (Maria Ausiliatrice), празднование 5 августа, и святой апостол и евангелист Марк.

## Города-побратимы
- Dolní Dobrouč[вд], Чехия (21 мая 1999)[1]
- Бенту-Гонсалвис, Бразилия (15 июня 2007)[1]
- Забже, Польша[1][2]
- Куфштайн, Австрия (27 августа 1988)[1]
- Форххайм, Германия (10 июня 1989)[1]

## Известные люди
- Деперо, Фортунато — В 1910—1913 годах жил в Роверето и работал каменщиком, а в 1919 году открыл Художественный дом футуризма, где изготавливают настенные ковры, занавеси и мебель.
- Орси, Паоло — археолог, исследователь доримской эпохи в истории Италии.
- Росмини, Карло — писатель и историк.

## Галерея

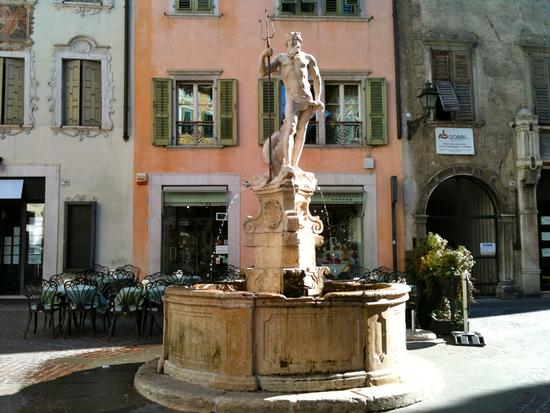
Фонтан Нептуна
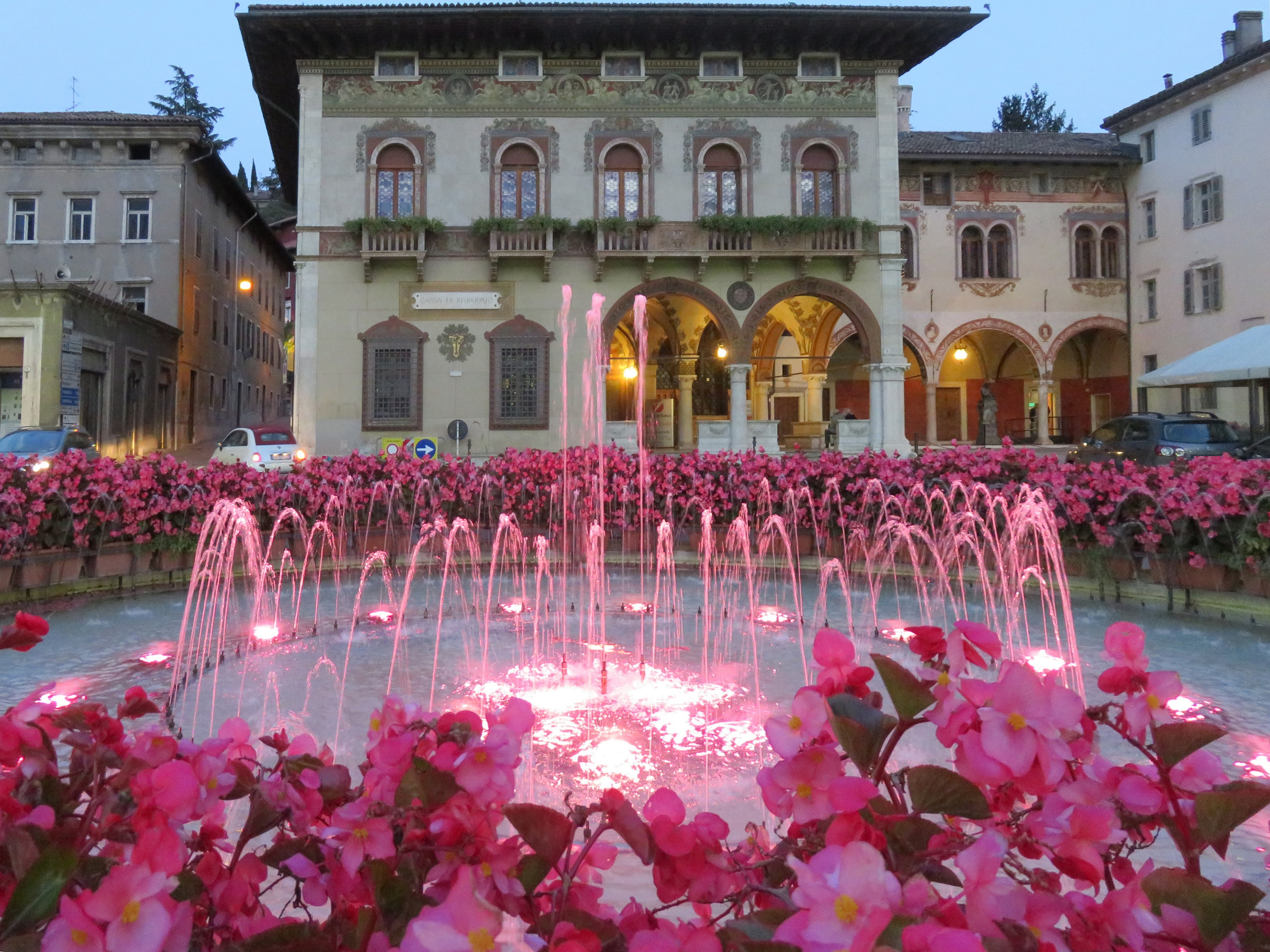
Площадь Росмини
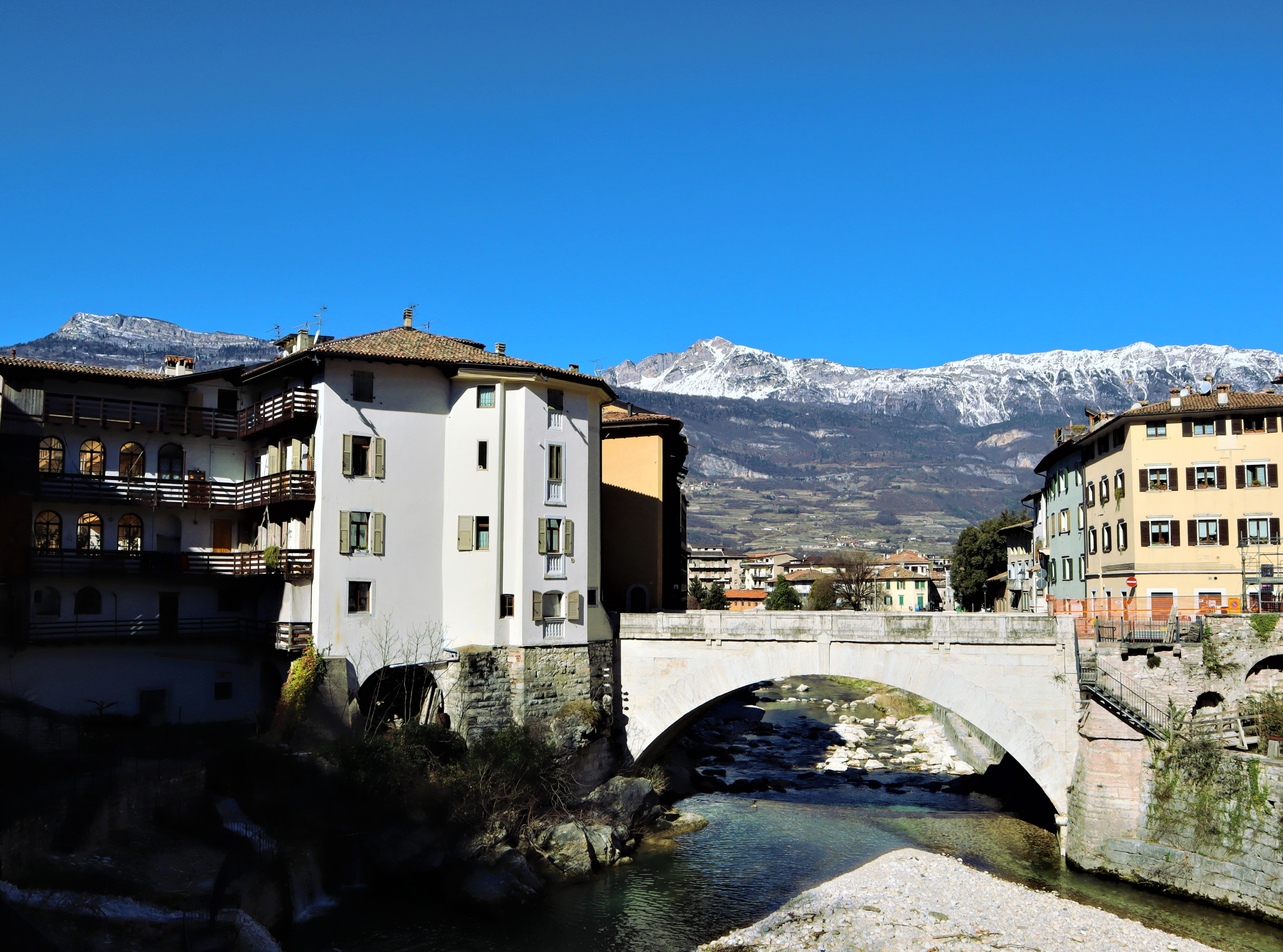
Вид на реку и горы
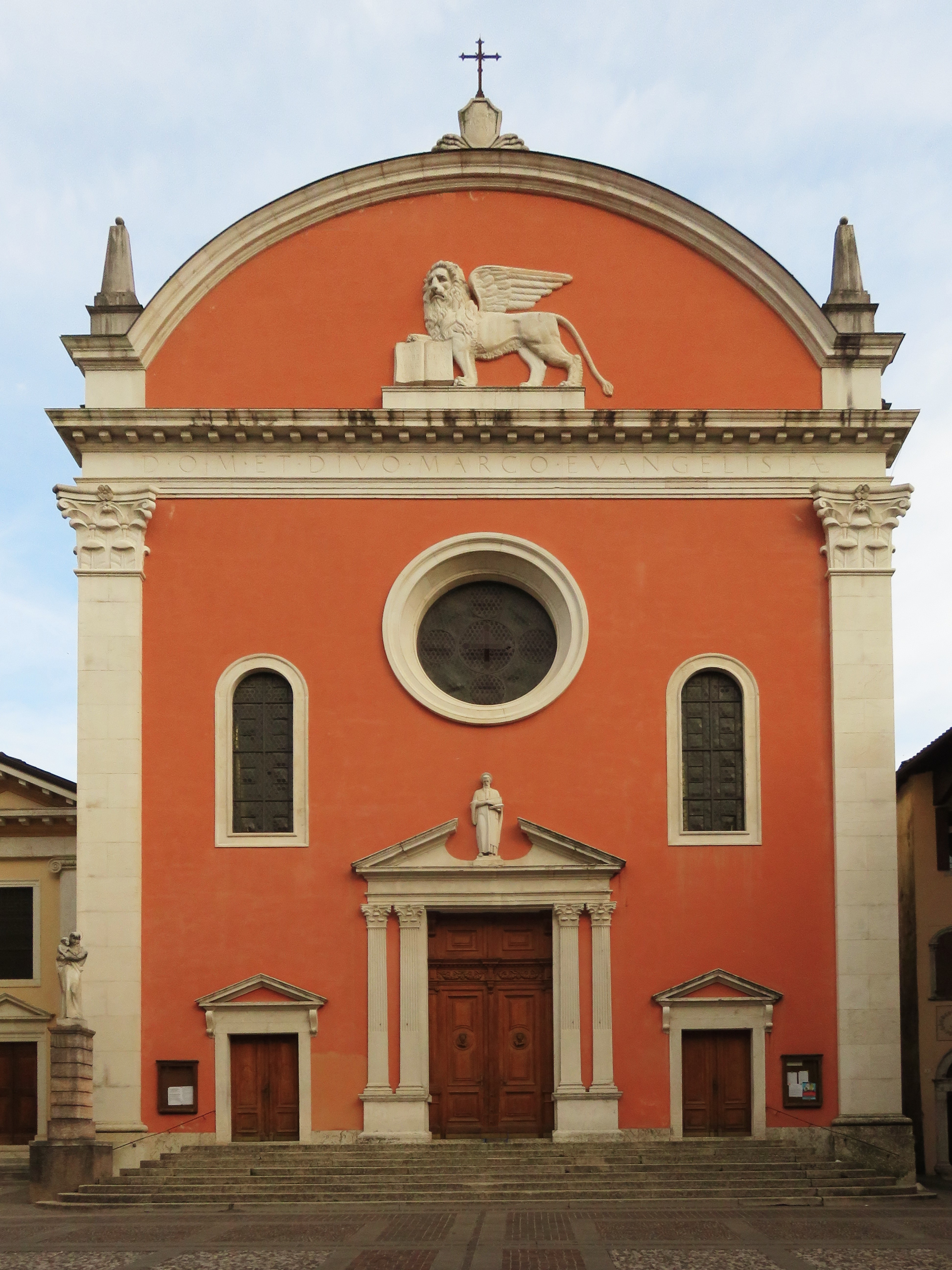
Церковь Сан-Марко